# Johann Daniel Bager

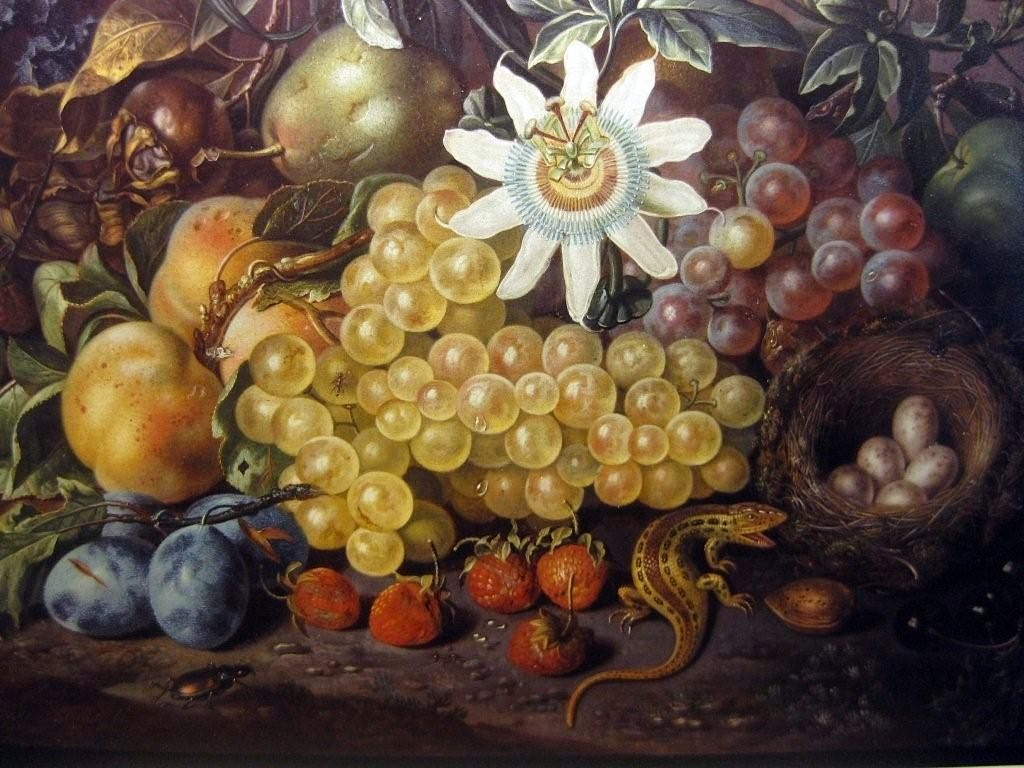
Johann Daniel Bager: Stillleben, um 1813

Johann Daniel Bager (* 1734 in Wiesbaden; † 1815 in Frankfurt am Main) war ein Wiesbadener Künstler.
Er „war Porträt-, Genre-, Landschafts- und Früchtemaler“, der auch als Radierer bekannt wurde.

## Ikonografie
Dargestellt ist ein Stillleben, auf dem Früchte und kleine Tiere zu sehen sind. Zu letzteren zählen Insekten, z. B. ein Käfer, eine Eidechse, das Nest einer Amsel mit Eiern. Zu Früchten, die zu identifizieren sind, zählen zwei Zwetschgen, zwei Aprikosen, eine Birne, weiße und rote Weintrauben. Zwischen der Eidechse und Amselnest liegt der Stein einer Aprikose. Als Glanzstück überstrahlt eine Blaue Passionsblume das Arrangement.

## Die Bagerfamilie

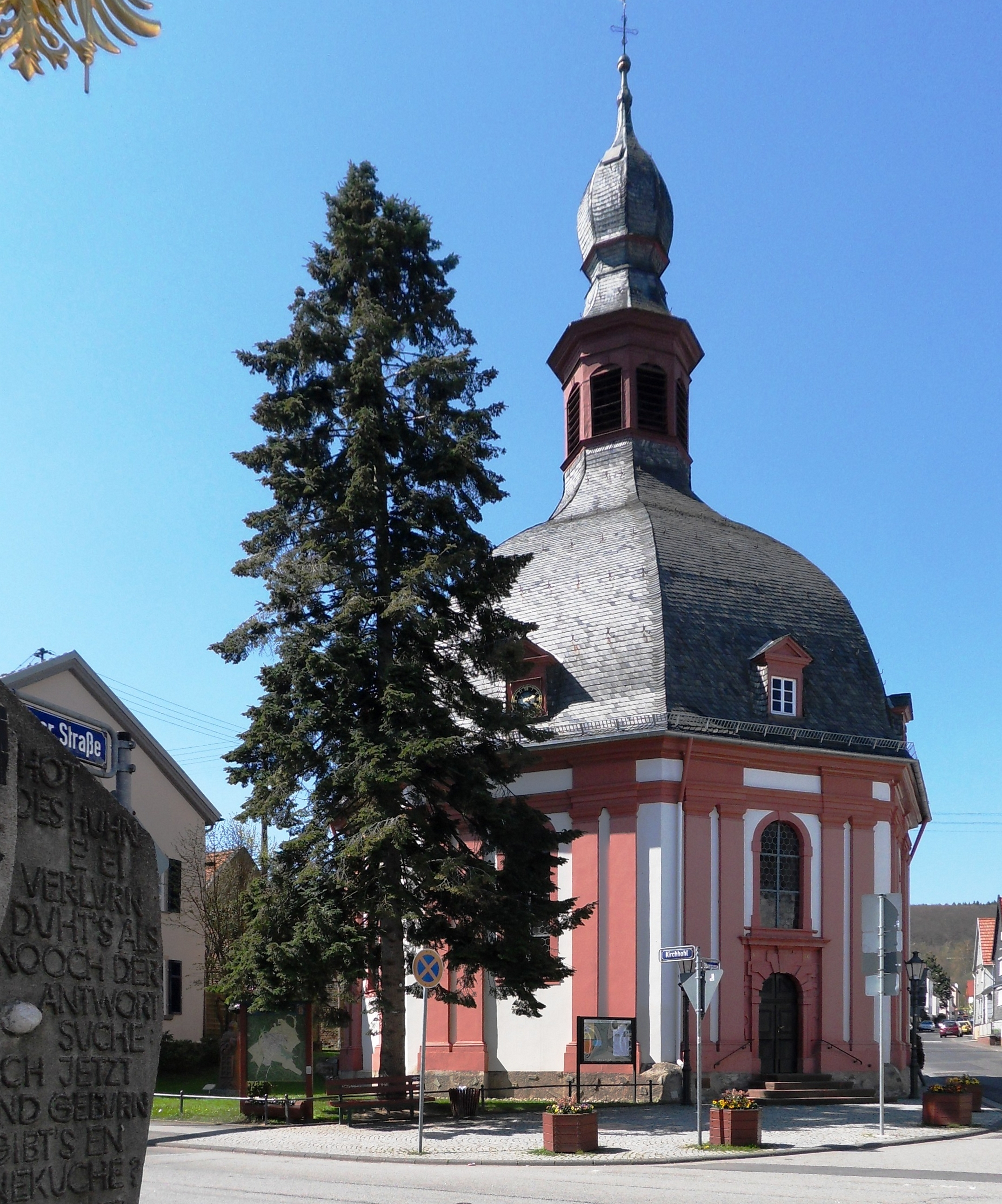
Die oktogonale Pfarrkirche von Wiesbaden-Naurod

Johann Daniel Bager entstammte einer weitverzweigten Wiesbadener Künstlerfamilie. Er war einer der drei Söhne des Baumeisters Johann Jakob Bager. Letzterer leitete von 1700 bis 1702 den Bau des Biebricher Schlosses. Später erhielt er u. a. 1727 den ehrenvollen Auftrag, in Wiesbaden-Naurod eine barocke Predigerkirche zu bauen. Diese entwarf er als eine kirchenbauliche Besonderheit ungewöhnlicherweise als Zentralbau über oktogonalem Grundriss. 1730 wurde die Pfarrkirche fertig gebaut und am 20. August eingeweiht.

## Der Goethemaler Bager
Bager war eines jener vielversprechenden künstlerischen Talente, die der ehemalige Vorsitzende des Nassauischen Kunstvereins, Hofrath Philipp Leyendecker (1801–1866) beklagte, mangels Unterstützungsmöglichkeiten in Wiesbaden nicht halten zu können. Er wanderte nach Frankfurt ab, war dort unter anderem als Lehrer tätig und wurde als „Goethemaler“ bekannt. Der Dichter Goethe bezeichnete Bager in seiner Autobiographie Aus meinem Leben. Dichtung und Wahrheit als einen der Künstler, die für seinen Vater Johann Caspar Goethe und den französischen Königsleutnant Graf Thoranc arbeiteten. Der Frankfurter Kunstsammler und Pionier der Kunstgeschichte Heinrich Sebastian Hüsgen bezeichnete Bager in einer Abhandlung über die Künstler Frankfurts als einen Maler, dessen „vorzüglichstes Talent in Portraiten bestehet“ und „Bager mahlt auch gute sehr fleißige Früchtestücke, die öfters so schön wie de Heem ausgefallen sind“.

## Pendants

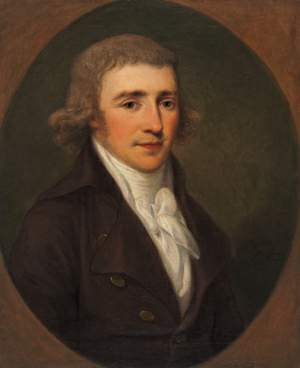
Porträt des Johann Isaak von Gerning, Ölgemälde von Angelika Kauffmann, 1798, Museum Wiesbaden

Lukrative Aufträge bedeuteten für Bager immer Gemälde, die als Pendants bestellt wurden, um z. B. in einer Wohnung ein Möbel links und rechts zu flankieren. In das Wiesbadener Museums gelangten zwei so zusammengehörige Früchtestücke von Bager, die beide in Öl auf Leinwand gemalt sind, die zudem gleiche Maße – 36 × 40 cm – haben. Ihre Inventarnummern M 73 und M 74 deuten ebenfalls auf ihre Zusammengehörigkeit hin. Der Bestandkatalog von 1967 besagt aufschlussreich: „erworben aus der Sammlung Gerning“.